# NGC 4797
NGC 4797 (другие обозначения — NGC 4798, UGC 8038, MCG 5-31-4, ZWG 159.118, ZWG 160.13, PGC 43981) — эллиптическая галактика (морфологический тип E2) в созвездии Воло́с Вероники. Открыта Уильямом Гершелем в 1785 году. Принадлежит к скоплению Воло́с Вероники. Классифицируется как галактика с активным ядром.
Этот объект занесён в «Новый общий каталог» дважды с обозначениями NGC 4797 и NGC 4798. Он входит в число перечисленных в оригинальной редакции «Нового общего каталога».
Масса звёзд в галактике оценивается в 13…20 млрд M⊙, масса молекулярного водорода — в 1,2…1,8 млрд M⊙, скорость звездообразования 0,02…0,06 M⊙ в год. Эффективность звездообразования (отношение скорости звездообразования к массе молекулярного водорода) для этой галактики чрезвычайно мала, несмотря на её недавнее слияние с небольшой галактикой-спутником, богатой газом (это событие отслеживается по возмущениям в кинематике газа и звёзд, оно произошло около 40 млн лет назад).
Фотографии показывают наклонную эллиптическую галактику с узкой пылевой полосой, ограничивающей яркое ядро вдоль северо-западного края. При визуальном наблюдении в любительский телескоп галактика слаба, но легко видима как овальное пятно света, имеющее равномерную поверхностную яркость и довольно чётко очерченное. На северо-востоке в поле зрения при среднем увеличении видна также NGC 4807, она меньше и слегка слабее; это круглое, чётко очерченное пятно света. Радиальная скорость: 7873 км/с. Расстояние: 351 млн световых лет. Диаметр: 102 тыс. световых лет.
Галактика является источником в ближнем ультрафиолете (видимая величина 18,39m ± 0,04m), а также в дальнем ИК диапазоне (поток 322 ± 7 мЯн на длине волны 250 мкм) и в радиодиапазоне (14 ± 2 мЯн на частоте 169 МГц). 